# Через Вселенную (фильм)
«Через Вселенную» (англ. Across the Universe) — фильм-мюзикл режиссёра Джули Теймор по сценарию Дика Клемента и Йена Ла Френаса, основанный на 34 композициях группы «Битлз» 1963—1969 годов в современном исполнении. Главные роли в фильме исполнили Джим Стерджесс и Эван Рэйчел Вуд, для исполнения небольших ролей-камео были приглашены такие звёзды как Боно, Джо Кокер, Сальма Хайек и другие. Все актёры самостоятельно исполнили все песни для фильма.
Премьера фильма состоялась 10 сентября 2007 года на кинофестивале в Торонто, в России — 13 декабря 2007 года.
В 2008 году фильм номинирован на «Оскар» (лучший дизайн костюмов), а также был номинирован на «Золотой глобус» (лучший фильм — комедия/мюзикл), но не получил премий.

## Сюжет
Фильм рассказывает историю, которая происходит в конце 1960-х годов с молодым человеком по имени Джуд (Джим Старджесс). Джуд путешествует из родного Ливерпуля в США в поисках своего отца, которого он никогда не видел. Он находит его в Принстонском университете, оказывается, что его отец и не подозревал о существовании сына. Там же Джуд знакомится со студентом Максом Кэрриганом (Джо Андерсон) и его сестрой Люси (Эван Рэйчел Вуд). Макс бросает университет и вместе с Джудом переезжает в Нью-Йорк.
Макс устраивается таксистом, а Джуд находит себя в работе художника. Вместе они снимают квартиру, их соседка — начинающая певица Сейди (Дана Фукс). Вскоре к ним присоединяются Джо-Джо (Мартин Лютер Маккой) — гитарист, переехавший в Нью-Йорк из Детройта после смерти своего младшего брата во время расового бунта, и Пруденс (T.V. Carpio) — девушка-лесбиянка из Огайо. Дэн — парень Люси — погибает на войне, и она переезжает в Нью-Йорк и присоединяется к компании.
После того, как Макса призывают на службу в армию и отправляют на войну во Вьетнаме, Люси втягивается в радикальное антивоенное движение под предводительством некоего Пако. Различия во взглядах приводят к ухудшению отношений Джуда и Люси. Недовольный тем, что Люси всё своё свободное время проводит с антивоенной группой, в один из дней Джуд врывается в их офис и нападает на Пако. После этого Люси уходит от Джуда. Джуд замечает Люси на антивоенной демонстрации в Колумбийском университете, во время которой полиция задерживает многих демонстрантов, включая Люси. За попытку помочь Люси Джуда также арестовывают. Отец Джуда убеждает полицию не применять к нему никаких мер. Но так как он не может доказать, что он действительно его отец, Джуда депортируют обратно в Англию.
Во Вьетнаме Макс получает ранение, и его возвращают обратно в США. Люси окончательно порывает с группировкой, когда понимает, что Пако и его сообщники изготавливают бомбу. 
Находясь в Ливерпуле, Джуд читает в местной газете о взрыве самодельной бомбы, на которой подорвались члены тайной антивоенной группировки в Нью-Йорке, и уверен, что Люси тоже погибла. Позже от Макса он узнаёт, что Люси жива, и легально возвращается в США. 
В конце фильма Джуд снова встречает Люси на крыше дома во время незаконного концерта Сейди и Джо-Джо.

## Музыкальное оформление фильма
Музыкальное сопровождение к фильму содержит 25 песен в исполнении главных героев и 4 песни в исполнении приглашённых звёзд (Боно, Эдди Иззард и Джо Кокера).
Одну песню («Let It Be») исполняет эпизодический персонаж.
Также одну композицию («Blue Jay Way») исполняет техасская инди-группа «The Secret Machines».
В 29 песнях вокалисты присутствуют на экране при исполнении композиции.
Оставшиеся 5 композиций — две песни, исполненные за кадром, и три инструментальные композиции.
Кроме композиций группы «Битлз» в фильме звучит музыка композитора Эллиота Голденталя, с которым режиссёр Джули Теймор также работала над фильмами «Титус» и «Фрида».

### Использование песен «Битлз»
В начале фильма в кадре появляется Джуд и начинает петь строфу из песни «Girl». В следующей сцене во время выпускного бала Люси поёт «Hold Me Tight», обращаясь к своему парню Дэниелу, действие переключается в ливерпульский клуб «Cavern» , где девушка Джуда Молли поёт продолжение этой же песни.
Джуд собирается в Америку на поиски своего отца. Для расстроенной этой новостью Молли он поёт «All My Loving», чтобы доказать, что он останется ей верен. Джуд продолжает петь песню, стоя на палубе корабля, отплывающего в Америку.
В следующей сцене действие перемещается в город Дейтон, штат Огайо. На футбольном поле Пруденс в костюме девушки из группы поддержки поёт песню «I Want to Hold Your Hand» как медленную балладу, выражая свои чувства к девушке-лидеру группы поддержки. В конце песни она уходит с поля и ловит машину, которая увозит её в Нью-Йорк.
В Принстонском университете Макс приводит Джуда в своё общежитие и вместе со своими друзьями поёт ему песню «With a Little Help from My Friends». Все вместе они отправляются в бар, затем гуляют по окрестностям, продолжая петь песню.
Люси получает письмо от Дэниела, о том что он приедет в отпуск домой перед отправкой во Вьетнам, и поёт песню «It Won’t Be Long» вместе с подругой и младшей сестрой.
Макс приглашает Джуда к себе домой на День благодарения, после ужина Макс, Джуд и Люси идут в боулинг. Джуд понимает, что ему нравится Люси, и поёт песню «I’ve Just Seen a Face».
Действие фильма переключается на сцену массовых беспорядков в Детройте. Маленький чернокожий мальчик, прячась за остатками сгоревшего автомобиля, поёт первую строфу песни «Let It Be». Песня продолжает звучать во время прощальной церемонии в церкви. Затем действие переносится обратно к Люси, она находится на похоронах Дэниела, погибшего во Вьетнаме. В следующей сцене исполнение песни меняется — её исполняет хор в стиле госпел в церкви, где прощаются с мальчиком, начавшим петь песню. Погибший мальчик оказывается братом Джо-Джо.
Джо-Джо покидает Детройт и приезжает в Нью-Йорк, где его встречает Джо Кокер, сначала в образе нищего, затем сутенёра, а затем хиппи, исполняя при этом песню «Come Together». Пока звучит песня, Джо-Джо устраивается на работу гитаристом в кафе «Huh?».
Следующее использование композиций «Битлз» происходит в клубе, на сцене Сейди исполняет песню «Why Don’t We Do It in the Road?», Джо-Джо аккомпанирует ей на гитаре. Джуд и Люси выходят подышать свежим воздухом, затем после разговора с Джудом Люси поёт песню «If I Fell».
На призывном пункте, куда приходит Макс, получивший повестку в армию, начинает звучать песня «I Want You (She’s So Heavy)». Сцена трансформируется в фантазию, Макса и других призывников окружают и подвергают тестированию одинаковые, двигающиеся как роботы, солдаты. Когда песня доходит до строчки «She’s So Heavy», в кадре солдаты идут по миниатюрному Вьетнаму, неся на спинах статую Свободы. В конце композиции Сейди поёт строчку «I Want You», обращаясь к Джо-Джо, а затем наблюдающая за ними Пруденс поёт эту же строчку, но уже обращаясь к Сейди.
Пруденс запирается в гардеробе, страдая из-за своих чувств к Сейди, все остальные поют для неё песню «Dear Prudence», уговаривая её выйти наружу. Песня продолжает звучать во время антивоенной демонстрации на 5-й авеню.
Друзья отправляются на вечеринку в честь продвижения книги Доктора Роберта, куда их приглашает продюсер Сейди. Боно в образе Доктора Роберта исполняет песню «I Am the Walrus», песня продолжает звучать во время их путешествия на расписном автобусе. Оказавшись в неизвестном месте, они идут на звук музыки и попадают в цирк, где Эдди Иззард в образе мистера Кайта поёт «Being for the Benefit of Mr. Kite!». После цирка герои, лёжа на траве в поле, поют «Because».
В следующей сцене Джуд поёт «Something», любуясь спящей Люси и делая набросок на бумаге.
Следующую песню «Oh! Darling» Сейди исполняет на сцене во время концерта, ей аккомпанирует Джо-Джо на гитаре, но из-за разногласий между ними исполнение песни идёт не так, как задумывалось, Сейди уходит со сцены и уезжает с продюсером, Джо-Джо в одиночестве допевает песню.
Джуд пытается создать логотип для студии Сейди, используя в качестве образа клубнику, при этом Джуд поёт песню «Strawberry Fields Forever», а Люси представляет брата, который в данный момент находится во Вьетнаме. Изображение превращается в набор фантастических образов с клубникой, падающей на Вьетнам, словно бомбы.
Ворвавшись с песней «Revolution» в штаб антивоенной организации, Джуд избивает их руководителя Пако. Покинув их штаб, Джуд видит на экранах телевизоров в магазине новость о гибели Мартина Лютера Кинга. В это время начинает звучать песня «While My Guitar Gently Weeps» в исполнении Джо-Джо.
Люси отправляется на демонстрацию в Колумбийском университете. За ней следует Джуд, по дороге в метро он поёт «Across the Universe». Песня переходит в «Helter Skelter» в исполнении Сейди: как и было показано во флешфорварде в начале фильма, Люси арестовывают и пытающегося пробиться к ней сквозь толпу Джуда тоже.
Люси навещает в больнице раненого брата, тот поёт песню «Happiness Is a Warm Gun», во время исполнения которой медсестра (Салма Хайек) вкалывает ему успокоительное.
Когда Джуд, вернувшийся в Англию, читает в газете о гибели от взрыва бомбы участников американского антивоенного подполья, звучит инструментальная версия «A Day in the Life».
Люси с братом сидит на берегу, где когда-то гуляла с Джудом, и поёт песню «Blackbird».
Джуд пьёт пиво в баре. В то же время Макс сидит в баре в Нью-Йорке и, мысленно обращаясь к Джуду, поёт для него «Hey Jude». Во время песни показано, как Джуд собирается и едет в Америку, где его встречает Макс. Они едут к дому, где на крыше Сейди, воссоединившись с Джо-Джо, поёт «Don’t Let Me Down», однако затем полицейские сгоняют музыкантов с крыши. Оставшись на крыше один, Джуд начинает петь «All You Need Is Love» и вскоре к нему присоединяются остальные. Люси, которую не пускают полицейские, поднимается на крышу дома напротив. Увидев её, Макс начинает петь «She Loves You». Фильм заканчивается, когда взгляды Люси и Джуда встречаются.
Финальные титры идут под «Lucy in the Sky with Diamonds» в исполнении Боно и инструменталки «Flying».

### Композиции «Битлз», использованные в фильме
В списке перечислены 34 композиции, написанные членами группы «Битлз», в том порядке, в котором они звучат в фильме, и указаны актёры, исполнившие их для фильма.
1. «Girl» — Джим Стёрджесс
2. «Helter Skelter» — Дана Фукс (отрывок из песни, полная версия прозвучала позже)
3. «Hold Me Tight» — Эван Рэйчел Вуд и Лиза Хогг
4. «All My Loving» — Джим Стёрджесс
5. «I Want to Hold Your Hand» — T.V. Carpio
6. «With a Little Help from My Friends» — Джо Андерсон, Джим Стёрджесс и «Dorm Buddies»
7. «It Won't Be Long» — Эван Рэйчел Вуд и «Students»
8. «I've Just Seen a Face» — Джим Стёрджесс
9. «Let It Be» — Кэрол Вудс, Тимоти Митчем и церковный хор
10. «Come Together» — Джо Кокер и Мартин Лютер Маккой
11. «Why Don’t We Do It in the Road?» — Дана Фукс
12. «If I Fell» — Эван Рэйчел Вуд
13. «I Want You (She's So Heavy)» — Джо Андерсон, «Soldiers», Дана Фукс и T.V. Carpio
14. «Dear Prudence» — Дана Фукс, Джим Стёрджесс, Эва Рэйчел Вуд и Джо Андерсон
15. «Flying» — инструментальная композиция, фрагмент в исполнении группы «The Secret Machines»
16. «Blue Jay Way» — фрагмент композиции в исполнении группы «The Secret Machines»
17. «I Am the Walrus» — Боно (аккомпанемент «The Secret Machines»
18. «Being for the Benefit of Mr. Kite!» — Эдди Иззард
19. «Because» — Эван Рэйчел Вуд, Джим Стёрджесс, Джо Андерсон, Дана Фукс, T. V. Carpio и Мартин Лютер Маккой
20. «Something» — Джим Стёрджесс
21. «Oh! Darling» — Дана Фукс, Мартин Лютер Маккой
22. «Strawberry Fields Forever» — Джим Стёрджесс и Джо Андерсон
23. «Revolution» — Джим Стёрджесс
24. «While My Guitar Gently Weeps» — Мартин Лютер Маккой (вместе с Джимом Стёрджессом один куплет)
25. «Across the Universe» — Джим Стёрджесс (исполнение этой песни плавно переходит к следующей)
26. «Helter Skelter» — Дана Фукс
27. «And I Love Her» — короткий фрагмент, объединённый с оркестровой темой, звучащий во время композиций «Across the Universe» и «Helter Skelter»
28. «Happiness Is a Warm Gun» — Джим Стёрджесс, Джо Андерсон, пациенты госпиталя и Сальма Хайек
29. «Revolution» — короткий фрагмент в исполнении Джима Стёрджесса
30. «A Day in the Life» — в исполнении Джеффа Бека (инструментальная версия песни, записанной в 1998 году для альбома Джорджа Мартина «In My Life»)
31. «Blackbird» — Эван Рэйчел Вуд
32. «Hey Jude» — Джо Андерсон (вместе с Анджелой Моунсли — одна строфа)
33. «Don’t Let Me Down» — Дана Фукс и Мартин Лютер Маккой
34. «All You Need Is Love» — Джим Стёрджесс, Дана Фукс, T.V. Carpio и Мартин Лютер Маккой
35. «She Loves You» — Джо Андерсон (строчка «she loves you yeah, yeah, yeah» во время исполнения песни «All You Need Is Love»)
36. «Lucy in the Sky with Diamonds» — Боно (бэк-вокал — «The Edge»), звучит во время титров
37. «Flying» — инструментальная композиция — расширенная версия в исполнении группы «The Secret Machines», звучит во время титров

## В ролях

### Главные роли
- Джим Стёрджесс — Джуд
- Эван Рэйчел Вуд — Люси Кэрриган
- Джо Андерсон — Макс Кэрриган
- Дана Фукс — Сейди
- Мартин Лютер Маккой — Йо-Йо
- T.V. Carpio — Пруденс

### Камео
- Боно — доктор Роберт
- Эдди Иззард — мистер Кайт
- Сальма Хайек — пять медсестёр-клонов одновременно
- Джо Кокер — нищий, сутенёр и хиппи (три персонажа последовательно во время исполнения песни «Come Together»)

### В эпизодах
- Спенсер Лифф — Дэниэл (предыдущий парень Люси)
- Лиза Хогг — Молли (предыдущая девушка Джуда, в Ливерпуле)
- Анджела Моунсли — Марта Фини (мать Джуда)
- Роберт Клохесси — Уэс Хьюбер (отец Джуда)
- Логан Маршалл-Грин — Пако
- Гарри Ленникс — сержант

## Аллюзиик «Битлз»

### Имена персонажей
Все персонажи в фильме носят имена, взятые из песен «Битлз»:
- Люси — «Lucy in the Sky with Diamonds»,
- Джуд — «Hey Jude»,
- Макс — «Maxwell’s Silver Hammer»,
- Сэди — «Sexy Sadie»,
- Пруденс — «Dear Prudence»,
- Джо-Джо — «Get Back» (В русском варианте перевода фильма звучит как Йо-Йо, но оригинальное Битловское произношение имени «Джо-Джо»),
- доктор Роберт — «Doctor Robert»,
- Мистер Кайт — «Being for the Benefit of Mr. Kite!»,
- Дэниел (первый парень Люси) — «Rocky Raccoon»,
- Молли (девушка Джуда в Англии) — «Ob-La-Di, Ob-La-Da»,
- Марта (мама Джуда) — «Martha My Dear»,
- Джулия (сестра Люси) — «Julia»,
- Рита (акробат) — «Lovely Rita»,
- Тэдди (дядя Макса) — «Teddy Boy».

### Остальное
Съёмки эпизода с танцами под песню «Hold Me Tight» с участием Джуда и Молли проходили в реконструированном ливерпульском клубе Cavern Club, известном тем, что в нём «The Beatles» выступали в начале своей карьеры.
Слова старого работника верфи, выдающего зарплату Джуду «И я сказал себе — когда мне стукнет 64…» — отсылка к песне «When I'm Sixty-Four».
В первом разговоре с Джудом и Максом Сейди произносит следующую фразу: «С виду вы приличные, хотя могли пришить свою бабулю молотком», немного позже Макс разговаривает с Сейди, держа в руках молоток — в обеих сценах подразумевается песня «Maxwell’s Silver Hammer», из которой взято имя для персонажа Макса.
Когда в квартире героев появляется Пруденс, Сейди спрашивает остальных: «А она откуда взялась?», и получает ответ — «Влезла через окно в ванной». Это отсылка к песне «Битлз» «She Came in Through the Bathroom Window».
На вопрос, откуда она, Пруденс отвечает «Ниоткуда» («Nowhere») — отсылка к песне «Nowhere man»
Образы высоких фигур в синих костюмах, танцующих во время песни мистера Кайта, основаны на внешнем виде «Синих злюк» из мультфильма группы «Битлз» «Жёлтая подводная лодка».
Эпизод с незаконным концертом группы Сейди на крыше здания — намёк на импровизированный концерт, который устроили «Битлз» 30 января 1969 года в Лондоне на крыше студии «Apple Records». Концерт был так же разогнан полицией.
Джуд, придумывая логотип для музыкальной студии, рисует яблоко — намек на логотип основанной «Битлз» Apple Records.

## Исторические аллюзии
- Прототипом доктора Роберта, представляющего новую книгу, является американский писатель Кен Кизи. Хипповская коммуна Кизи устраивала концерты-хеппенинги с раздачей ЛСД всем желающим и путешествовала по Америке в расписном автобусе, названном «Furthur» (модификация слова «further» — «дальше»). Автобус доктора Роберта назван «Beyond» (рус. за пределами).
- Фамилия доктора Гири (Geary) всего одной буквой отличается от фамилии Тимоти Лири (Leary), изучавшего расширение границ человеческого сознания посредством психоделиков. Лири принадлежит фраза «Turn on, tune in, drop out» (рус. Включись, настройся и улети), которую в фильме произносит мистер Кайт.
- Образ Джо-Джо неиллюзорно перекликается с образом Джими Хендрикса.
- Кафе «Huh?» отсылает к «Cafe Wha?», где выступали Дженис Джоплин, Боб Дилан, Джими Хендрикс, Брюс Спрингстин, The Velvet Underground и другие легендарные исполнители.
- Машина Сэйди напоминает Porsche 356c, принадлежавший Дженис Джоплин.
- Сценические движения при исполнение песни «With a Little Help from My Friends» отсылает к манере исполнения Джо Кокера на фестивале Вудсток

## История создания

### Создание мюзикла
Режиссёр мюзикла Джули Теймор так объясняет суть фильма:

«Концепция нашего мюзикла заключается в том, что сами песни рассказывают историю. Они выполняют функцию и либретто, и арий, и внутренних монологов героев».
Оригинальный текст (англ.)«The entire concept of this musical, is that the lyrics will tell the story. They are the libretto, they are the arias, they are the emotion of the characters.»

Перед выбором композиций для мюзикла Джули Теймор прослушала более двухсот песен «Битлз», из которых были выбраны лишь 33 композиции.
За возможность использования 34 композиций группы «Битлз» студией было заплачено 10 млн $ правообладателям.
Большая часть песен в фильме была записана вживую и с использованием оборудования 1960-х годов, а песня в исполнении Эван Рэйчел Вуд «If I Fell» к тому же была записана с одного дубля. Своё решение записать песни таким образом создатели фильма мотивировали желанием создать эффект аутентичности.

### Подбор актёров
Джули Теймор в своих интервью рассказывает, что прототипом для образа Макса стал её собственный брат, который так же бросил колледж, увлекался музыкой и надеялся, что его не отправят во Вьетнам. Одна его фраза даже вошла в фильм — «Я мог бы пойти в армию, чтобы заниматься боксом и играть в карты».
Для Даны Фукс и Мартина Лютера Маккоя роли в «Через Вселенную» — первые актёрские работы. Дана — певица в одном из блюзовых клубов Нью-Йорка, помимо этого сыграла во внебродвейской постановке «Love, Janis». Мартин Лютер — певец, гитарист и композитор, выпустивший несколько успешных альбомов.

### Выход фильма на экраны
В марте 2007 года стало известно о разногласиях между режиссёром Джули Теймор и руководителем студии Revolution Studios — эксклюзивного продюсера фильма.
Студия, не поставив в известность Теймор, устроила закрытый просмотр сильно урезанной версии фильма, которая была почти в два раза короче режиссёрской версии.
В ответ на эти действия режиссёр потребовала удалить своё имя из титров к фильму. Несколько месяцев спустя Теймор удалось убедить студию выпустить фильм на экраны в своей версии монтажа.

## Фильм в прокате

### Даты премьер
Премьерный показ фильма состоялся на международном кинофестивале в Торонто 10 сентября 2007 года.
С 14 сентября 2007 года в США фильм вышел в ограниченный прокат, а в широкий прокат был выпущен только с 12 октября 2007 года. Фильм был представлен на кинофестивале RomaCinemaFest в Италии и Phuket Film Festival в Таиланде в октябре 2007 года.
В России премьера фильма состоялась 13 декабря 2007 года, всего на одном экране — кинотеатре «35-мм» в Москве.

### Кассовые сборы
Общие сборы фильма составили 29 367 143 долларов США.
Из них в США — 24 343 673 $, в других странах — 5 023 470 $, в России — 331 998 $.

## Саундтрек
Компанией Interscope Records было выпущено три различные версии саундтрека к фильму — один стандартного издания и два вида подарочного издания. На диске в стандартном издании присутствуют 16 треков, а подарочное издание содержит 31 композицию. Вторая версия подарочного издания содержит лишь 29 треков — на диске отсутствуют композиции «Why Don’t We Do It in the Road?» и «I Want You (She’s So Heavy)».
| №  | Standard edition                | Время | №  | Deluxe edition                       | Время | Исполнитель                                |
| -- | ------------------------------- | ----- | -- | ------------------------------------ | ----- | ------------------------------------------ |
|    |                                 |       | 1  | «Girl»                               | 1:04  | Джим Старджесс                             |
|    |                                 |       | 2  | «Hold Me Tight»                      | 2:36  | Эван Рэйчел Вуд                            |
| 1  | «All My Loving»                 | 2:32  | 3  | «All My Loving»                      | 2:27  | Джим Старджесс                             |
| 2  | «I Want to Hold Your Hand»      | 2:45  | 4  | «I Want to Hold Your Hand»           | 2:47  | T.V. Carpio                                |
|    |                                 |       | 5  | «With a Little Help from My Friends» | 3:13  | Джо Андерсон, Джим Старджесс               |
| 3  | «It Won't Be Long»              | 2:19  | 6  | «It Won't Be Long»                   | 2:18  | Эван Рэйчел Вуд                            |
| 4  | «I've Just Seen a Face»         | 1:51  | 7  | «I've Just Seen a Face»              | 1:50  | Джим Старджесс                             |
| 5  | «Let It Be»                     | 2:33  | 8  | «Let It Be»                          | 3:48  | Кэрол Вудс, Тимоти Митчем                  |
| 6  | «Come Together»                 | 4:25  | 9  | «Come Together»                      | 4:27  | Джо Кокер                                  |
|    |                                 |       | 10 | «Why Don’t We Do It in the Road?»    | 1:22  | Дана Фукс                                  |
|    |                                 |       | 11 | «If I Fell»                          | 2:38  | Эван Рэйчел Вуд                            |
|    |                                 |       | 12 | «I Want You (She's So Heavy)»        | 3:44  | Джо Андерсон, Дана Фукс, T.V. Carpio       |
|    |                                 |       | 13 | «Dear Prudence»                      | 5:18  | Дана Фукс, Джим Старджесс, Эван Рэйчел Вуд |
|    |                                 |       | 14 | «Flying»                             | 3:56  | «Secret Machines»                          |
|    |                                 |       | 15 | «Blue Jay Way»                       | 4:42  | «Secret Machines»                          |
| 7  | «I Am the Walrus»               | 4:46  | 16 | «I Am the Walrus»                    | 4:47  | Боно                                       |
|    |                                 |       | 17 | «Being for the Benefit of Mr. Kite!» | 2:42  | Эдди Иззард                                |
|    |                                 |       | 18 | «Because»                            | 2:32  | Эван Рэйчел Вуд, Дана Фукс, Джим Старджесс |
| 8  | «Something»                     | 3:02  | 19 | «Something»                          | 3:02  | Джим Старджесс                             |
| 9  | «Oh! Darling»                   | 2:30  | 20 | «Oh! Darling»                        | 2:29  | Дана Фукс, Мартин Лютер Маккой             |
| 10 | «Strawberry Fields Forever»     | 3:37  | 21 | «Strawberry Fields Forever»          | 3:38  | Джим Старджесс, Джо Андерсон               |
|    |                                 |       | 22 | «Revolution»                         | 2:18  | Джим Старджесс                             |
|    |                                 |       | 23 | «While My Guitar Gently Weeps»       | 4:02  | Мартин Лютер Маккой                        |
| 11 | «Across the Universe»           | 3:29  | 24 | «Across the Universe»                | 3:29  | Джим Старджесс                             |
| 12 | «Helter Skelter»                | 3:43  | 25 | «Helter Skelter»                     | 3:41  | Дана Фукс                                  |
| 13 | «Happiness Is a Warm Gun»       | 3:10  | 26 | «Happiness Is a Warm Gun»            | 3:10  | Джо Андерсон, Сальма Хайек                 |
| 14 | «Blackbird»                     | 3:05  | 27 | «Blackbird»                          | 3:06  | Эван Рэйчел Вуд                            |
| 15 | «Hey Jude»                      | 4:10  | 28 | «Hey Jude»                           | 4:12  | Джо Андерсон                               |
|    |                                 |       | 29 | «Don't Let Me Down»                  | 3:07  | Дана Фукс                                  |
|    |                                 |       | 30 | «All You Need Is Love»               | 3:21  | Джим Старджесс, Дана Фукс                  |
| 16 | «Lucy in the Sky with Diamonds» | 4:23  | 31 | «Lucy in the Sky with Diamonds»      | 4:23  | Боно                                       |

## Отзывы общества и прессы
Фильм получил неоднозначные отзывы от профессиональных кинокритиков и, в основном, положительные от простых зрителей. На сайте Rotten Tomatoes «Через Вселенную» получил рейтинг 54 % от критиков (по данным 140 обзоров) и 79 % — от простых посетителей сайта.
В крупнейшей базе данных фильмов IMDb «Через Вселенную» имеет средний рейтинг среди посетителей 7,6 баллов из 10 возможных (по данным 27 366 голосов).
Из недостатков фильма критики отмечали, в основном, шаблонность и излишнюю простоту сюжета, а также отмечали отсутствие цельной драматургии.
Из рецензии на фильм от журнала «Weekend»: «В итоге получилось кино слишком хорошее, чтобы его ругать, и слишком простое, чтобы его как-то серьёзно хвалить».
Один из самых известных кинокритиков Роджер Эберт поставил фильм «Через Вселенную» на седьмое место в десятке лучших фильмов 2007 года.

## Награды и номинации
- 2007 год
 — награда на фестивале кинооператорского искусства Camerimage (Бруно Дебоннел)
 — номинация на премию Satellite Awards
- 2008 год
 — номинация на премию «Оскар» в категории «Лучший дизайн костюмов» (Альберт Вольский)
 — номинация на премию «Золотой глобус» (Лучший фильм — комедия/мюзикл)
 — номинация на премию «Грэмми» (лучший саундтрек)
 — номинация на премию «Teen Choice Awards»